# La Pensée

La Pensée est une revue pluridisciplinaire, créée en 1939 par Paul Langevin et Georges Cogniot, ainsi que d'autres intellectuels communistes et « compagnons de route » du Parti communiste français. Longtemps sous-titrée Revue du rationalisme moderne, arts-sciences-philosophie, elle est actuellement éditée par la Fondation Gabriel-Péri.
De périodicité bimestrielle à l'origine, elle a adopté un rythme trimestriel.

## Histoire de la revue

### Les origines: 1939
Les fondateurs de la revue sont Paul Langevin et Georges Cogniot. Le nom de Paul Langevin, fondateur de la revue, d'abord seul, est associé à celui de Georges Cogniot depuis la fin des années 1950 dans le tandem de direction tutélaire qui veille encore en page 2 de la couverture. Selon Georges Cogniot, le rôle de Paul Langevin, au poste de directeur, réside dans le parrainage prestigieux qu'il apporte. Son accord est obtenu par l'entremise de son gendre Jacques Solomon, physicien et communiste. Paul Langevin contribue aussi au premier numéro. Georges Cogniot évoque deux autres chevilles ouvrières : le secrétaire de la rédaction, le professeur André Parreaux et le philosophe Georges Politzer. Selon Georges Cogniot c'est Georges Politzer qui trouve la "manchette" de la revue : revue du rationalisme moderne. Son but est "d'être une revue marxiste de grande diffusion pour intellectuels".
Trois numéros volumineux (175 pages pour le no 1) paraissent entre juin et septembre 1939. Le titre est interdit de parution à cette date, comme l'ensemble des titres de la presse communiste. Les sujets abordés couvrent une large palette du champ intellectuel : les sciences (Paul Langevin, John Burdon Sanderson Haldane, Marcel Prenant, Jacques Solomon, Jacques Monod), la philosophie (Georges Politzer), l'histoire (Albert Soboul, Pierre Vilar), la musique (Charles Koechlin), sans oublier les articles plus politiques de Georges Cogniot lui-même (sur la politique scolaire de la Révolution française, sur Problèmes philosophiques de l'Histoire du Parti communiste de l'Union soviétique).

## Photographies

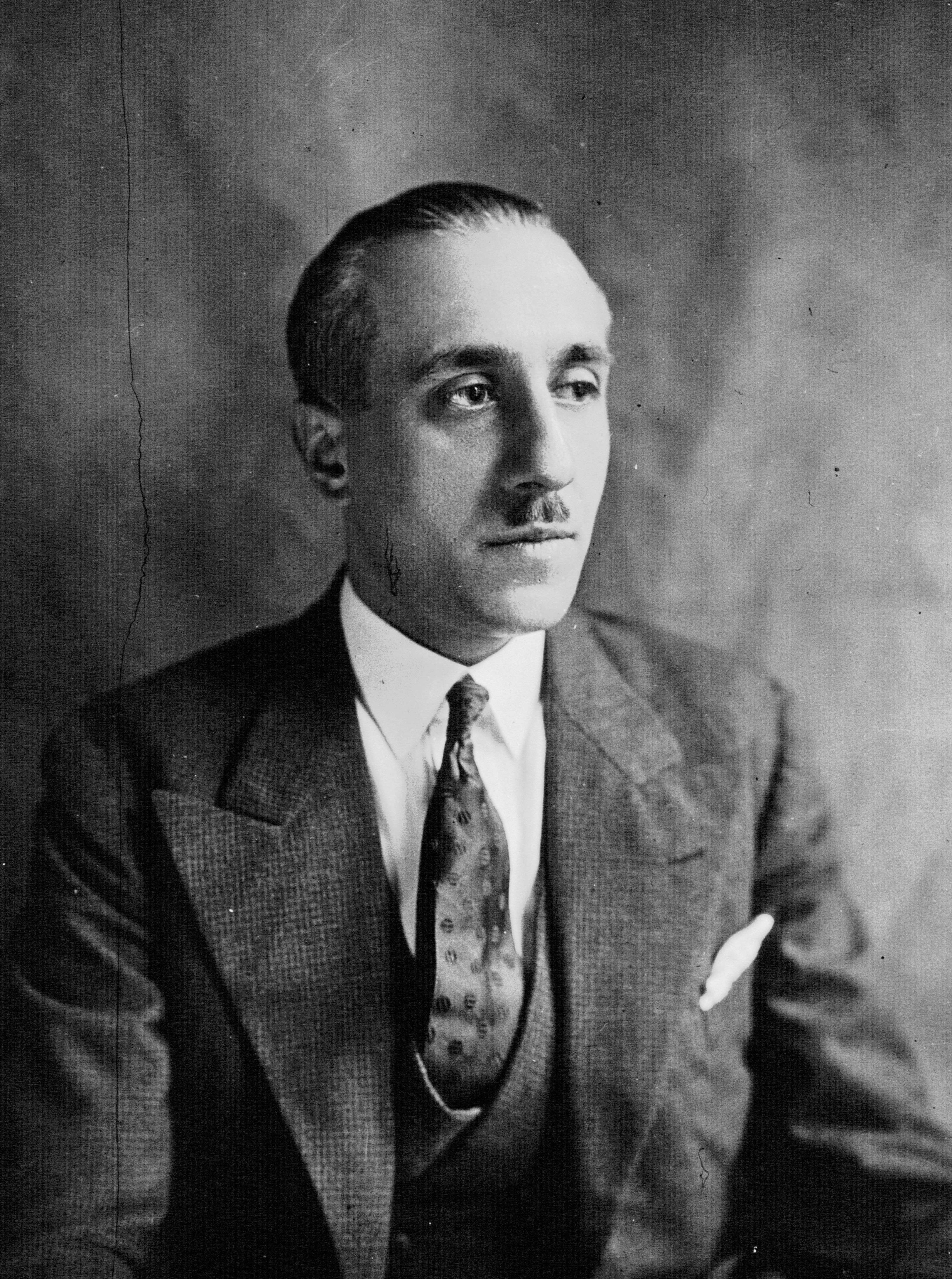
Gabriel Péri, en 1932.
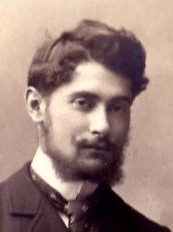
Henri Wallon, jeune.
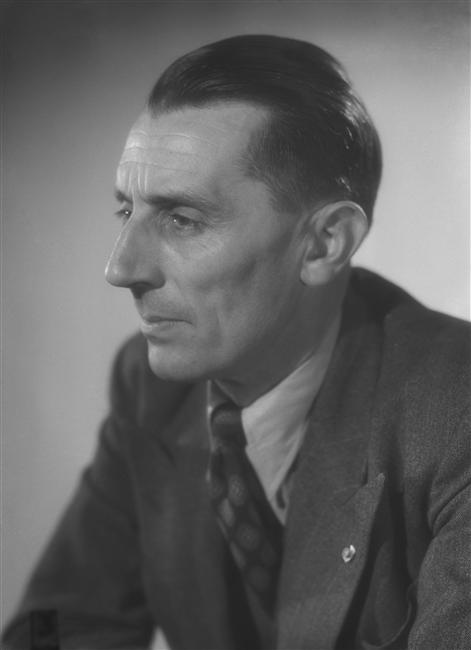
Frédéric Joliot-Curie, en 1948.
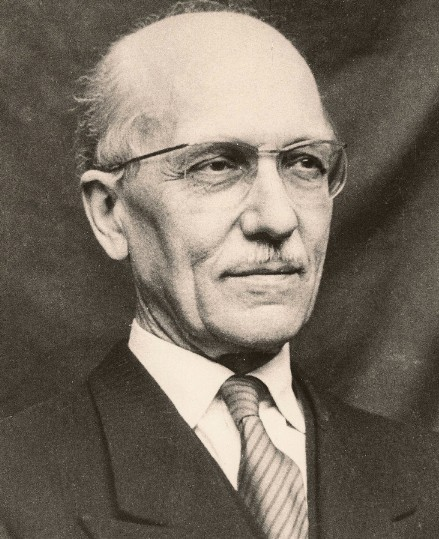
Jean Orcel, en 1968.

### La Pensée libre: février 1941-février 1942
Dans la prolongation de ces trois numéros, un triumvirat d'intellectuels communistes, appuyé sur la logistique clandestine du Parti communiste fait paraître (sous pseudonymes), en zone nord, La Pensée libre. Ces trois hommes ont tous trois participé à la revue légale : Georges Politzer, Jacques Solomon, et Jacques Decour, cheville rédactionnelle du numéro de septembre 1939. D'autres rédacteurs les secondent, tels le philosophe Valentin Feldman, l'historien Charles Hainchelin ou encore l'écrivain René Blech.
La parution de deux numéros à un an d'intervalle s'arrête avec l'arrestation (puis l'exécution par les nazis) des trois principaux rédacteurs de cette revue clandestine. Le numéro 1, publié en février 1941, peut être considéré comme un des premiers organes édités dans l'esprit de la Résistance. Fort de 96 pages, tiré à plus de 1 600 exemplaires, c'est une véritable revue avec articles et rubriques. Le numéro 2 de février 1942, sorti difficilement et à moindre tirage que le premier, comporte 160 pages. Il fait référence aux nombreuses exécutions de résistants communistes qui ont lieu à l'automne 1941, dont celle de Gabriel Péri. Les deux numéros démythifient les discours sur le national socialisme, pourfendent l'impérialisme allemand et le racisme et dénoncent la collaboration de certaines élites intellectuelles (des écrivains principalement) au service des Allemands.

### Depuis 1945

#### Les directeurs
La parution de La Pensée reprend en 1944 à la Libération. Quatre personnes se sont succédé à la direction (Paul Langevin étant mort en 1946):
- Georges Cogniot, de 1944 à 1976.
- Antoine Casanova, de 1977 à 2014[7].
- Claude Gindin, de 2014 à 2022.
- Stéphane Bonnéry, depuis 2020 en co-direction avec Claude Gindin, puis seul à partir de janvier 2023.

#### Les secrétaires de la rédaction
- André Parreaux en 1939.
- de 1945 à 1960, cette tâche est assumée par René Maublanc[n 4].
- à partir de 1960, c'est Marcel Cornu[n 5] qui est secrétaire du comité de rédaction.

#### Le Comité directeur
Le Comité directeur en 1953 : 
- Henri Wallon, professeur honoraire au Collège de France
- Frédéric Joliot-Curie, Prix Nobel, membre de l'Institut
- Marcel Prenant, professeur à la Sorbonne
- Jean Orcel, professeur au Muséum
- Georges Teissier, professeur à la Sorbonne
- Georges Cogniot, agrégé de l'université, député de Paris
- Francis Jourdain, écrivain
- Paul Labérenne, professeur agrégé de l'université.

#### Le comité de parrainage
Le Comité de parrainage consiste en cette même année 1953 en une liste de 50 noms, dont une majorité d'universitaires. En 1967 il compte 27 membres, dont 25 le sont en 1953 :
- Pierre Abraham, écrivain[n 9]
- Prosper Alfaric, professeur honoraire à l'Université de Strasbourg
- Louis Aragon, écrivain[n 10]
- Eugène Aubel, professeur à la Sorbonne
- Emmanuel Auriscote, sculpteur
- Louis Barrabé, professeur à la Sorbonne[n 11]
- Joseph Billiet, ancien résistant, ancien directeur général des Beaux-Arts (1944 )[9]
- Georges Bourguignon, membre de l'Académie de médecine
- Charles Bruneau, professeur à la Sorbonne
- Marcel Cachin, professeur d'histoire, député de Paris[n 12]
- Daniel Chalonge, astronome
- Jacques Chapelon, professeur à l'École polytechnique
- Auguste Chevalier, membre de l'Institut, professeur au Muséum
- André Cholley, professeur à la Sorbonne[n 13]
- Marcel Cohen, directeur d'études à l'E.P.H.E (École pratique des hautes études)[n 14]
- Pierre Cot, député, agrégé des facultés de Droit[n 15]
- Eugénie Cotton, directrice honoraire de l'E.N.S. de Sèvres
- Jean Dalsace, chef de consultation à l'hôpital Broca
- Louis Daquin, cinéaste
- Henri Desoille, professeur à la Faculté de Médecine de Paris
- Roger Désormière, compositeur de musique
- Jean Dresch, professeur à la Sorbonne[n 16]
- Jean Ducoing, professeur à la Faculté de médecine de Toulouse
- Aurélien Fabre, inspecteur primaire de la Seine
- Daniel Florentin, ancien directeur des Poudres
- Georges Fournier, maître de conférences à la Sorbonne
- Jean Fréville, écrivain
- Pierre George, professeur à la Sorbonne[n 17]
- Marcel Gimond, sculpteur
- Jacques Hadamard, membre de l'Institut
- Irène Joliot-Curie, Prix Nobel, professeur à la Sorbonne
- André Jolivet, professeur à la Sorbonne
- Ernest Kahane, maître de recherches au CNRS
- Pierre Klotz, médecin des hôpitaux
- Émile Labeyrie, gouverneur honoraire de la Banque de France
- Georges Lefebvre, professeur honoraire à la Sorbonne[n 18]
- Paul Le Rolland, professeur au Conservatoire national des arts et métiers
- Jeanne Lévy, professeur à la Faculté de Médecine de Paris
- Jean Lurçat, artiste peintre
- Charles Mauguin, membre de l'Institut, professeur à la Sorbonne
- Gaston Monmousseau, secrétaire de la CGT
- Léon Moussinac, écrivain
- Émile Peytavin, inspecteur général de l'enseignement technique
- Fernande Seclet-Riou, inspectrice primaire de la Seine
- Elsa Triolet, écrivain
- Charles Vildrac, écrivain
- Benjamin Weill-Hallé, membre de l'Académie de médecine
- Jean Wiener, compositeur de musique
- Marcel Willard, avocat
- Jean Wyart, professeur à la Sorbonne.

#### Les collaborateurs effectifs
- En 1952-1953[10] : Gérard Lyon-Caen (droit), Jean Baby (économie, histoire), Jean Dautry (histoire), Jean Poperen (histoire), Evry Schatzman (physique), Albert Soboul (histoire), Jean Varloot (histoire littéraire), André Barjonet (économie), Marcel Cornu (marxisme), Pol Gaillard (littérature), Jeanne Gaillard (histoire), Jean Chesneaux (politique coloniale), Suzanne Rossat-Mignod (littérature), Henri Denis (économie), Guy Besse (philosophie), Henri Claude (géographie), Roger Vailland (littérature), Marc Soriano (théâtre), Gilbert Badia (histoire allemande), Maxime Rodinson (politique), Jean Noaro (littérature), Raymond Guglielmo (géographie), Charles Parain (anthropologie), Gérard Vassails (physique), Pierre Brochon (histoire littéraire), Jean Cazalbou (littérature), Paul Maïer, le général Ernest Petit, Georges Snyders (pédagogie), George Rudé (en) (histoire anglaise), Félix Armand.

- En 1956[11] : Pierre Albouy, Pierre Angrand (histoire), Guy Besse (philosophie), Pierre Brochon, Jean Bruhat (histoire), Roger Brunet, Claude Cahen (géographie), Maurice Caveing, Marcel Cornu (les livres), Pierre Courtade, Jean Dautry, Henri Denis, Jean-Toussaint Desanti, Joseph Ducroux, André Gisselbrecht, Louis Gernet, André Haudricourt, Renaud de Jouvenel, Yves Lacoste, Victor Leduc, Henri Lefebvre (marxisme), Paul Lévy, Robert L'Hermite, Gérard Lyon-Caen, Philippe Malrieu, Henri Mitterand, Gilbert Mury, Charles Parain, André Prenant, Jean Pronteau, Maxime Rodinson, Lucien Sebag, Albert Soboul, Jean Suret-Canale, Émile Tersen (histoire), Jean-Pierre Vernant (psychologie), Jean-Pierre Vigier, Germaine Willard (histoire).

- Le Comité de rédaction en 1967 et d'autres contributeurs[8] : Gilbert Badia, Guy Besse, Pierre Boiteau, Jean Bruhat, Roland Desné, Jean Gacon, André-Georges Haudricourt, Jean-François Le Ny, Roger Mayer, Paul Meier, Gérard Milhau, Charles Parain, Michel Riou, Albert Soboul, Jean Varloot, Claude Willard. Jean-Jacques Goblot, Charles Bettelheim, Bruno Pontecorvo, Jacques D'Hondt, Jean Chesneaux, Robert Charvin, Jean Bouvier, François Hincker, Jean Dautry, Jean Kanapa, Georges Cogniot, Jean Piel, Yves Benot, Maurice Bouvier-Ajam.

- Parmi les autres collaborateurs, au début des années 1960, le philosophe Louis Althusser intervient en plusieurs contributions[12].

## La revue actuelle
De 1976 (à partir du no 189) à 2014 (no 380), le directeur de La Pensée est Antoine Casanova. De 2014 à 2022, le directeur est Claude Gindin (changement dans l'ours du no 381/2015 puis dans celui du no 413/2023). Depuis 2020 Stéphane Bonnéry est également directeur (ours du no 404/2020). Son siège est à Paris dans le 19e arrondissement, avenue Mathurin-Moreau. La revue est publiée depuis quarante ans en partenariat avec des instituts de recherches proches du Parti communiste : Institut de recherches marxistes devenu Espaces Marx, puis Fondation Gabriel-Péri, avec le concours du Centre national du livre.

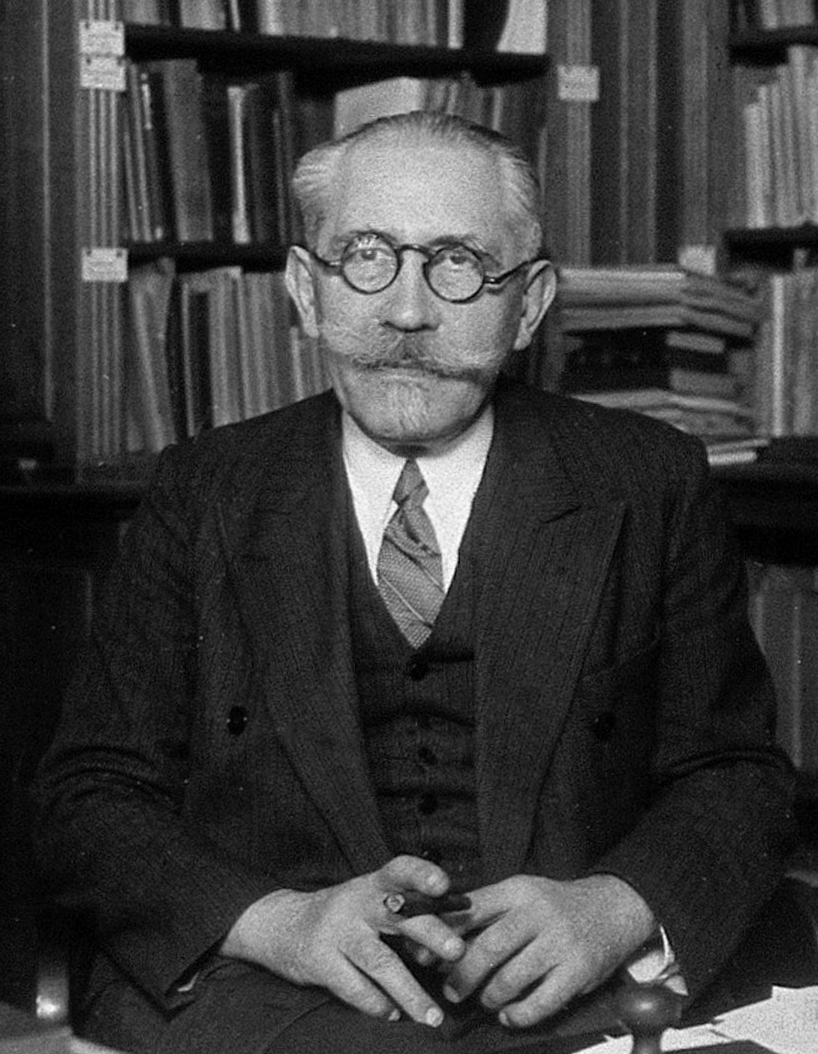
Paul Langevin, dans son bureau.
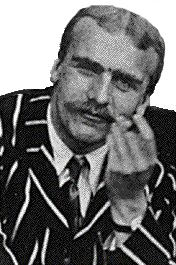
John Burdon Sanderson Haldane, en 1914.
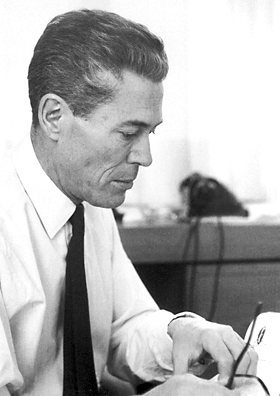
Jacques Monod.
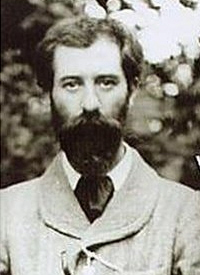
Charles Koechlin, en 1900.